# Charlie Söderberg
Charlie Christoffer Söderberg, född 8 november 1974 i Stockholm, är en svensk programledare, företagare och privatekonomisk rådgivare.
Söderberg var programledare för Lyxfällan i TV3 tillsammans med Mathias Andersson från hösten 2006 till våren 2008 samt från hösten 2009 till våren 2010. Mellan 2010 och 2012 var Söderberg programledare för Plus. Lyxfällan tilldelades TV-priset Kristallen 2007, 2008 och 2009 för "Bästa livsstilprogram". Våren och sommaren 2013 var han aktuell i programmet Tonårsbossen.
Söderberg har skrivit boken Ett rikare liv! tillsammans med Lennart Göthe, utgiven 2008 på Forum förlag. Han publicerade 2017 boken Gör ditt barn rikt tillsammans med Jan Bolmeson, som också utgavs av Forum förlag. Tillsammans med Mathias Andersson driver Söderberg podden "På RIKTIGT med Charlie och Mathias".
Söderberg är delägare i flera affärsrörelser med Resurshuset som moderbolag. Hans verksamheter inkluderar Balansekonomi samt tidigare Pengakoll.nu och Mendec. Huvudkontoret för dessa rörelser är beläget i Stockholm. Han är gift och har en son.